# Dassault Milan
Dassault Milan är ett franskt överljudsjaktplan som konstruerades av Dassault Aviation som en prototyp under 1960-talet. Flygplanet baserades på det existerande jaktplanet Mirage IIIE, men var utrustat med infällbara canardvingar, vilka gav planet ett distinkt utseende. 

## Utveckling
Utvecklingen av Milan tog fart 1967, som svar på schweiziska flygvapnets begäran om ett understödsflygplan med större manöverförmåga än existerande Mirage III. Som svar på detta utrustades Milan med infällbara canardvingar i nosen. Dessa gav planet förmågan att starta samt landa på kortare sträckor, flyga i lägre hastigheter samt med högre vikt. En prototyp, Mirage IIIJ, med icke infällbara canardvingar, flög första gången i Melun-Villaroche, den 27 september 1967. På grund av canardvingarnas utseendemässiga likhet med en mustasch, gavs planet smeknamnet "Asterix".
Den 24 maj 1969 flögs Milan med infällbara canardvingar, och den slutgiltiga Dassault Milan 01 (Baserad på Mirage IIIR) konstruerades med en Atar 9K50-motor, och vapensystemen från Mirage IIIE.

### Resultat
I maj 1972 visades Milan 01 upp för schweiziska flygvapnet och stod i konkurrens mot amerikanska Vought A-7 Corsair II. I slutändan valdes ingen av dem, Schweiz tog istället beslutet att förlänga tjänstgöringen på sina existerande Hawker Hunter.
Trots att Milan aldrig sattes i serieproduktion kom planet att visa sig värdefullt vid utvecklingen av Mirage F1 och Super-Étendard.